# Кул Гали
Кул Гали́ (на башкирски: Ҡол Ғәли; на татарски: Кол Гали; 1183-1236) е поет, водещ представител на средновековната литература на Волжка България. Почитан е и като древнобашкирски и древнотатарски поет.
Най-известното му произведение е „Кыйсса-и Йосыф“ („Сказание за Йосиф“), написано през 1233 г., което представлява художествена обработка на легендите от Стария завет и Корана за Йосиф и 12-те му братя. Текстът е добре познат сред тюркските народи в Поволожието, Урал, Кавказ и Сибир.
Няма много сведения за живота на Кул Гали. Роден е във Волжка България. Някои учени смятат, че е от башкирския род айле.
Първоначално учи в медресе, а после в Хорезъм. Дълги години обикаля културните центрове на мюсюлманския изток (Херат, Сирия, Йерусалим, Мека), живее в Биляр и Болгар, Алабуга, Нур-Сувар и Кашан. Има духовен сан молла.
Смята се, че е загинал през 1236 г. в Биляр по време на монголското нашествие. Съществува друга версия, че е оцелял при щурма и е починал през 1241 г. по естествени причини.
|  | Тази страница частично или изцяло представлява превод на страницата „Кул Гали“ в Уикипедия на руски. Оригиналният текст, както и този превод, са защитени от Лиценза „Криейтив Комънс – Признание – Споделяне на споделеното“, а за съдържание, създадено преди юни 2009 година – от Лиценза за свободна документация на ГНУ. Прегледайте историята на редакциите на оригиналната страница, както и на преводната страница, за да видите списъка на съавторите. ВАЖНО: Този шаблон се отнася единствено до авторските права върху съдържанието на статията. Добавянето му не отменя изискването да се посочват конкретни източници на твърденията, които да бъдат благонадеждни. |